# Quintana (Pravia)
Quintana es una casería española de la parroquia de Arango, perteneciente al municipio de Pravia, en la comunidad autónoma de Asturias.

## Historia
Hacia mediados del siglo XIX, el lugar era ya mencionado como perteneciente a la parroquia de Arango del municipio de Pravia. En 2023, la entidad singular de población de Quintana tenía empadronados 51 habitantes, todos ellos en el núcleo de población de ese nombre.